# 走る海
「走る海」（はしるうみ）は、廣瀬量平の合唱曲。作詩は吉野弘。

## 概説
1980年（昭和55年）度のNHK全国学校音楽コンクール高等学校の部の課題曲として混声四部版・男声四部版・女声三部版が同時に発表された。混声版はのちに2000年（平成12年）度の全日本合唱コンクールでも課題曲として用いられた。
ホ短調。冒頭にAgitato ma non troppo（激しく、しかしあまり速すぎずに）との指示があり、四分音符=100~108のテンポ指示としては速く感じる曲である。
廣瀬が最初にNHKのディレクター・後藤田純生から受け取った吉野の詩は、第五連「悩みを他にうちあけても~ひとは初めて大人になる」までであった。この詩を読んだ廣瀬は「「走る」というタイトルからも、これはけっしてゆっくりした曲にはならない」「あまり反復する句もないから、このままではあっという間に終わってしまう」として、吉野・後藤田を交えた席で廣瀬は「ここまでを第一部分とする、次の部分の詩が欲しい」「ここまでが現在形であり、荒れ狂った海に擬せられた若者の真摯な悩みであるなら、新たな部分はたとえば時間の上でも対照的であるべきで、ここまでのテーマと表裏一体となるべき、反対の面を照射してほしい。そして両面が相まってひとつの大きなテーマに至るのが望ましい」と吉野に要求し、これを受けて吉野は第六連以降を書き足した。「海に擬せられた若者の真摯な悩み」という着想は廣瀬が作曲した1975年（昭和50年）度の同コンクール課題曲『海はなかった』と共通している。

## 構成
A-B-Aの三部形式。
最初のA（冒頭~48小節。詩では第五連まで）ではピアノの三連符の連打が象徴的なモチーフとして登場する。冒頭2小節のピアノは嵐を表現していて、「シューベルトの歌曲「魔王」と似ています」と廣瀬は述べる。3小節からピアノは伴奏になるが「三連符の連打はつい腕に力が入るかもしれませんが、むだな力を抜いて粒のそろったタッチで弾かなければなりません。（中略）ペダルを踏みすぎてもいけません。左手も的確に入れ、全体のテンポが正しく保たれなければなりません。」「声は嵐の海だからといって、けっしてがんばり過ぎてはいけません。声もけっしてがなってはいけません。統制された声でクレッシェンドやディミヌエンドのふくらみを表現し、生（なま）な思い込みを避けて冷静に青春の激情を表現しなければなりません。詩や曲を勉強しすぎて直接的な感情移入になると、声もピアノも汚くなる、という意味で、この曲に負けてはいけません。」とし、コンクール課題曲として技術的な巧拙によるふるい分けの性質が見える箇所である。
Bの部分（49小節~65小節。詩では第六連）ではdolce（甘く）との指示があり、ぐっと曲想が変わるが、これは「人間的に考えれば、第一部の激しさも青年の甘さからくるのですから、結局は同じものの両面なのです。」として、表現力が問われる箇所である。「前の部分からの流れで、いちばんいいテンポを見つけること。」「長い音価を持つ音符があり、豊かな声でたっぷりと歌い、和声をきかせましょう。」「「帰ってこないのか」の「か」にディミヌエンドはありません。未練たらしくディミヌエンドするより、断固と思い切ってまた激しい部分に進みましょう。」。「青年の甘さ」は、『海はなかった』の「どの風待てば飛べるだろうか」という歌詞の無力感と通ずるところである。
最後のA（66小節~最後。詩では第七~八連）は再び最初のモチーフが繰り返されるが、「終わらせ方の表現です。そこは各団体の個性が出るところです。」。

## 楽譜
課題曲単曲の楽譜はNHKからコンクールの年度にピース譜が出版された。また混声版は合唱名曲シリーズNo.29に所収されている。